# De monarchia

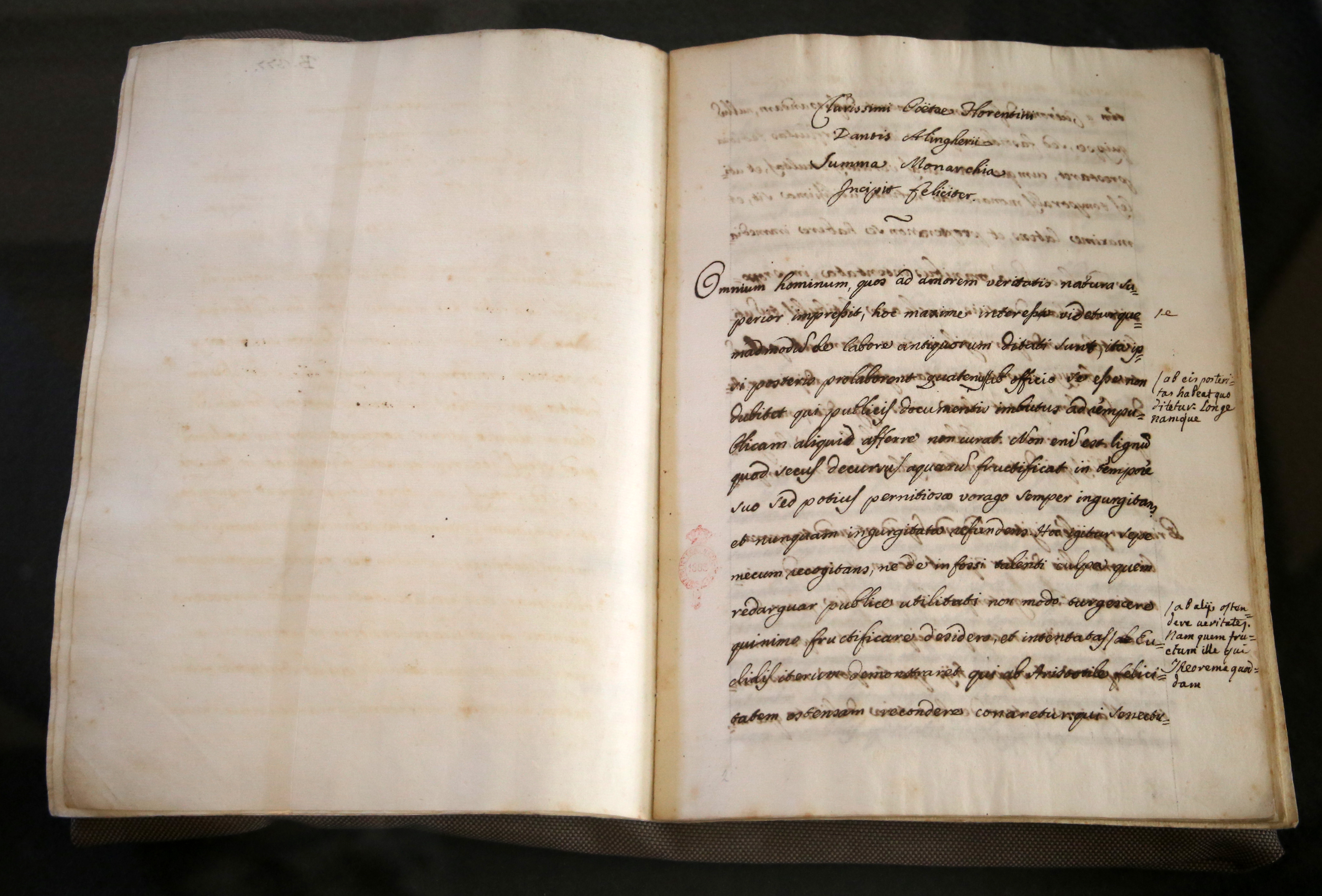
Książka z tekstem traktatu z I połowy XVIII wieku

De monarchia – łaciński traktat polityczny Dantego Alighieri poświęcony kwestii władzy świeckiej i duchowej w historii i współczesności artysty. Utwór powstał ok. 1312 roku i związany był prawdopodobnie z działalnością Henryka VII, planującego włączyć Włochy do swojego cesarstwa. Dante opowiada się za niezależnością władzy cesarskiej od władzy Kościoła. 
Traktat składa się z trzech części. W pierwszej z nich Dante przytacza argumenty na rzecz istnienia jednego władcy, co miało być zgodne z właściwym człowiekowi dążeniem do jedności. W drugiej natomiast wskazuje, że Cesarstwo Rzymskie działało z woli boskiej i realizowało nakreślony w księdze pierwszej ideał. W dalszej części Dante zaznacza, że władza świecka (cesarska) i władza duchowa (papieska) są równorzędne i niezależne, obie też w równym stopniu pochodzą od Boga – papież sprawuje władzę nad życiem duchowym człowieka, cesarz natomiast nad świeckim, dlatego też cesarz musi co prawda okazywać papieżowi szacunek, nie ma jednak obowiązku Kościołowi się podporządkowywać. Dante zwraca również uwagę, że do obowiązków państwa należy opieka nad kulturą, gdyż zapewnia ona szczęście obywatelom.
Traktat Dantego był już w czasie swojego powstania głośny. W pierwszej połowie XIV wieku (ok. 1327 roku) Fra Guido Vernani napisał De reprobatione Monarchiae composite a Dante ("O naganie Monarchii ułożonej przez Dantego"), natomiast decyzją kardynała Bertrando del Poggetto traktat miał być spalony jako heretycki. W roku 1559 dzieło zostało umieszczone w Indeksie ksiąg zakazanych.